# Паисий Тесалиец
Паисий Тесалиец (на гръцки: Παΐσιος Θετταλός) е гръцки духовник, митрополит на Пловдив от 1818 година до смъртта си в 1821 година.

## Биография
Паисий е роден около 1740 година в тесалийското село Клиново край Трикала. Служи като архидякон на Лариската епархия.
На 12 май 1784 година в църквата „Свето Успение Богородично“ в Каламбака е ръкоположен за стагийски епископ. Ръкополагането е извършено от епископ Амвросий Трикийски в съслужение с епископите Паисий Гардикийски и Яков Тавмакски. Заминава на Света гора с патриаршеско поръчение да уреди в Карея училище за монаси и миряни. След френското нашествие в Египет (1798) Вселенската патриаршия, подтикната от Високата порта, прави Паисий свой екзарх (пълномощник) в Пелопонес. Той уталожва противоосманските вълнения сред тамошните гърци и се връща в Цариград, където десет години поред надзирава Великата народна школа и градските болници. На 17 януари 1808 година подава оставка.
На 21 август 1816 година е назначен за митрополит на Силиврия. На 15 март 1818 година е преместен на пловдивската катедра с цел да пресече недоволството срещу предишния владика Йоаникий. Пристига в града на 21.05.1818 г. и при все големия дълг, натрупан от митрополията, успява да въведе ред в управлението ѝ и да въдвори съгласие сред местните християни. „Освен със своята тактичност и миролюбие Паисий привличал паството си и със своето смирение." През декември 1821 година умира в Пловдив от старост.
Паисий е автор на една запазена в стария кодекс на Пловдивската митрополия автобиографична бележка и на четири гръцки стихотворения.

## Изследвания
- Гошев, И. Пловдивските архиереи от турското робство. – В: Сборник в чест на Пловдивския митрополит Максим по случай 80 години от раждането му и 60 години от приемане на духовно звание. С., 1931.
- Αποστολίδης, Κ. Μ. Ο από Σηλυμβρίας Φιλιππουπόλεως μητροπολίτης Παΐσιος. – Θρακικά, 3, 1932, 17 – 35
- Γλαβίνας, Α. Ο Κλεινοβίτης μητροπολίτης Φιλιππούπολης Παΐσιος Ευσταθίου (1818 – 1821). – В: Солун и Пловдив и тяхното успоредно историческо, културно и обществено развитие, XVIII-XX век. Солун, 2000, 71 – 86
- Γλαβίνας, Α. Ο Μητροπολίτης της Φιλιππούπολης Παΐσιος, 1818 – 1821, και η μονή της Υπεραγίας Θεοτόκου της Πετριτζονίτισσας. – Περί Θράκης, 1, 2001, 113 – 133